# Bashall Eaves
Bashall Eaves är en ort och civil parish i Storbritannien.   Den ligger i grevskapet Lancashire och riksdelen England, i den centrala delen av landet, 300 km nordväst om huvudstaden London. Bashall Eaves ligger 122 meter över havet och antalet invånare är 162.
Terrängen runt Bashall Eaves är kuperad norrut, men söderut är den platt.Runt Bashall Eaves är det ganska tätbefolkat, med 93 invånare per kvadratkilometer. Närmaste större samhälle är Blackburn, 15,1 km söder om Bashall Eaves. Trakten runt Bashall Eaves består i huvudsak av gräsmarker.